# اچ‌ام‌اس اوسپری (۱۸۹۷)
اچ‌ام‌اس اوسپری (۱۸۹۷) (به انگلیسی: HMS Osprey (1897)) یک کشتی بود. این کشتی در سال ۱۸۹۷ ساخته شد.